# Duvivier

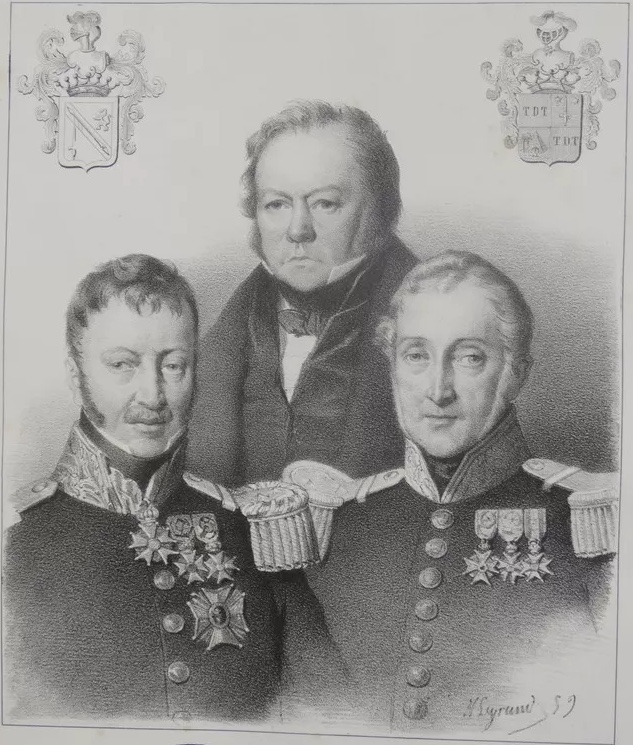
Louis, Auguste en Vincent Duvivier

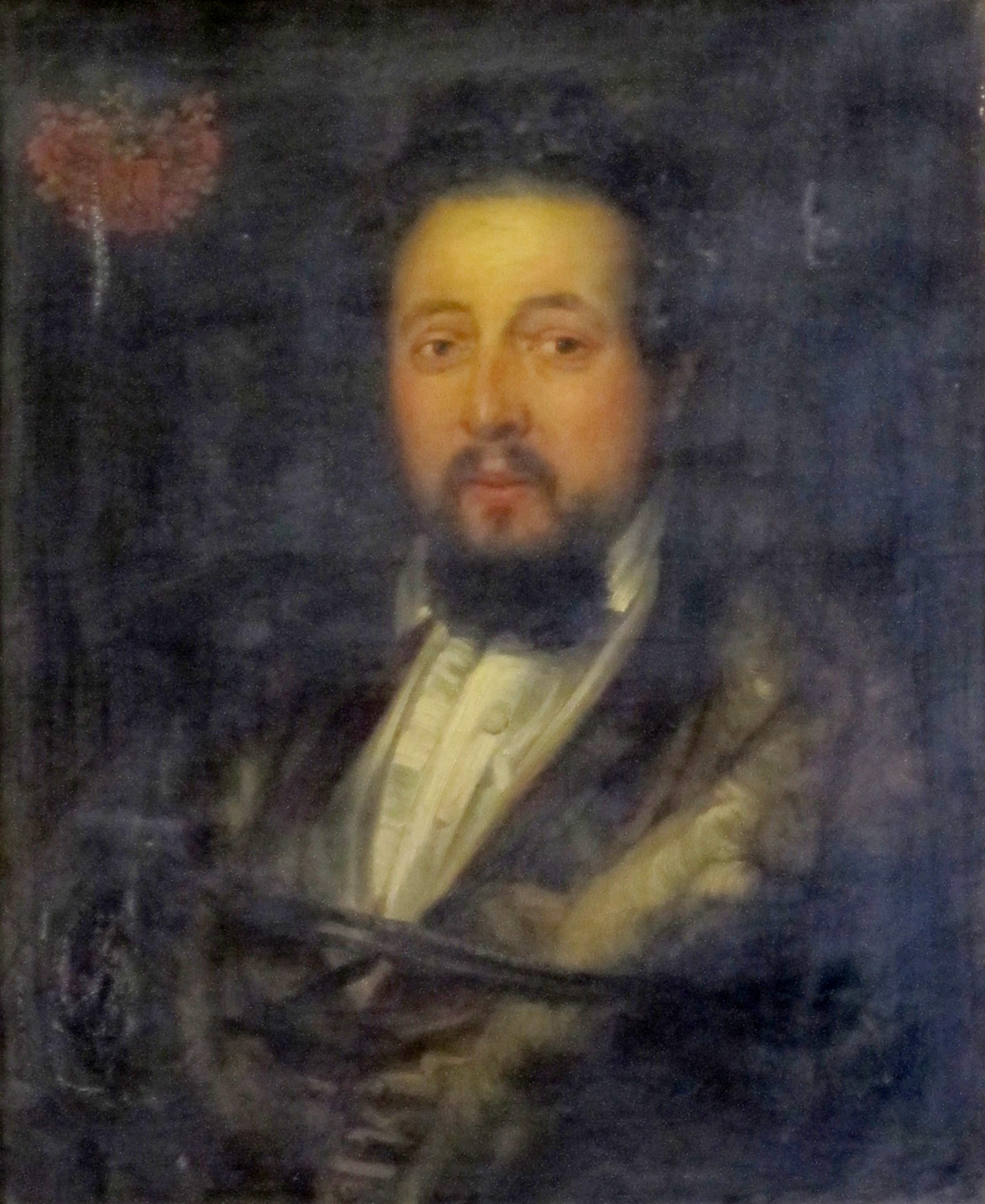
Leopold Duvivier

Duvivier was een Zuid-Nederlandse notabele familie, van wie sommige leden tot de adel gingen behoren.

## Geschiedenis
De arts Joseph-Maximilien Duvivier of du Vivier (1728-1796), zoon van Martin Duvivier en Marie-Jeanne Decamps, was in 1770 gepromoveerd tot arts en werd geneesheer voor de stad Bergen. Samen met andere artsen ijverde hij voor de verbetering van het Hôpital de Saint-Nicolas. In 1790-1792 bestudeerde hij een epidemie die zich had verspreid in enkele Henegouwse gemeenten en in 1792 schreef hij een rapport over een dysenterie die zich in Bergen had ontwikkeld. Hij trouwde in 1763 met Marie-Thérèse Naveau. Ze kregen vijf kinderen.
- Auguste Duvivier (1772-1846) doorliep een ambtelijke loopbaan, waarbij hij korte tijd minister van Financies was. Hij was eveneens volksvertegenwoordiger en burgemeester van Mesvin.
  - Léopold Duvivier (1804-1878), voorzitter van de rechtbank van eerste aanleg in Mechelen, trouwde in 1837 met Françoise Diercxsens (1797-1866). Het huwelijk bleef kinderloos. Hij werd in 1852 erkend in de erfelijke adel, met de titel baron overdraagbaar bij eerstgeboorte.
- Vincent Duvivier (1774-1851), luitenant-generaal in de legers van de Franse republiek, het Franse keizerrijk, het Verenigd Koninkrijk der Nederlanden en het Koninkrijk België en later agent van de Nationale Bank van België in Bergen. Hij werd in 1829, onder het Verenigd Koninkrijk der Nederlanden, erkend in de erfelijke adel. Hij trouwde met Marie-Thérèse de Thuin (1791-1828), dochter van Louis-Félix de Thuin, advocaat en notaris, en zus van Désiré de thuin, advocaat, notaris, burgemeester van Bergen en senator. Ze kregen twee zoons en twee dochters.
  - Charles Duvivier (1812-1892), advocaat en agent van de Nationale Bank en beheerder van het discontokantoor in Bergen, trouwde in 1847 met Hortense Robert de Saint-Symphorien (1825-1902). Ze kregen twee zoons en een dochter. Hij kreeg in 1852 de titel baron, overdraagbaar bij eerstgeboorte.
    - Jules Duvivier (1858-1919), advocaat, schepen van Bergen en bestendig afgevaardigde van Henegouwen, trouwde met Hélène Hardenpont (1866-1946). Het Huwelijk bleef kinderloos. De familie Duvivier doofde bij zijn dood uit in de mannelijke lijn, terwijl zijn zus, Louise Duvivier, als laatste naamdraagster overleed in 1937.
- Ignace Louis Duvivier (1777-1853), kolonel in het leger van het Franse keizerrijk en van het Verenigd Koninkrijk der Nederlanden. In het Belgisch koninkrijk werd hij generaal-majoor en luitenant-generaal. In 1810 werd hij benoemd tot chevalier d'Empire. In 1823 werd hij erkend in de erfelijke adel met de titel baron, overdraagbaar bij eerstgeboorte. Hij trouwde in 1828 met Victoire Gendebien (1799-1864), dochter van Jean-François Gendebien, advocaat, lid van het Corps législatif, lid van de Tweede Kamer, lid van het Nationaal Congres, voorzitter van de rechtbank van eerste aanleg in Bergen en gemeenteraadslid van Bergen. Het huwelijk bleef kinderloos.